# Anna TX 37
L'ANNA TX 37 est une goélette aurique en bois. Son port d'attache est Rotterdam aux Pays-Bas. 

## Histoire
Construit en 1931 sous le nom de TX37 Anthonie il est un des premiers bateaux de pêche qui fut copié sur les lougres harengiers. Il servit en pêcherie jusqu'en 1977.
Dans les années 1980 il est reconverti comme voilier charter.
Il était présent à la Fête de la mer de Boulogne-sur-Mer en juillet 2015 et à Temps fête Douarnenez 2018.